# جون تشارلز تومسون
جون تشارلز تومسون (بالإنجليزية: John Charles Thomson)‏ هو سياسي نيوزلندي، ولد في 1866، وتوفي في 9 أبريل 1934. انتخب عضو مجلس النواب النيوزيلندي.